# Levi Stubbs
Levi Stubbs, född Levi Stubbles den 6 juni 1936 i Detroit, Michigan, död 17 oktober 2008 i Detroit, Michigan, var en amerikansk baryton-sångare, främst känd för att ha frontat Motown-gruppen The Four Tops i över 40 år.
Stubbs var också en röstskådespelare i film- och animerade tv-serier. Mest känd för att ha gett röst till "Audrey II", den främmande växten i den musikaliska skräckfilmfilmen Little Shop of Horrors från 1986, liksom Mother Brain i TV-serien Captain N: The Game Master från 1989. Stubbs beundrades av sina kamrater för sitt imponerande vokalområde som påverkade många senare pop- och soulartister, som Daryl Hall från sångduon Hall & Oates.
Stubbs var gift med Clineice Stubbs i över 40 år till sin död. Paret hade 5 barn. Stubbs sista uppträdande var på The Four Tops "50th Anniversary Concert" den 28 juli 2004 i Detroit Opera House.

## Filmografi
Film
- 1986 – Little Shop of Horrors (som "Audrey II")

Television
- 1989–1991 – Captain N: The Game Master (som "Mother Brain")
- 1991 – Captain N and the New Super Mario World (som "Mother Brain")